# Karl Drais
Compléments
- Inventeur du Vélocipède ou Draisienne

Karl Friedrich Christian Ludwig, baron Drais von Sauerbronn, dit Karl Drais (1785-1851), est un inventeur badois, connu pour avoir inventé en 1817 un engin à deux roues, breveté en France sous le nom de vélocipède, appelé aussi draisienne, premier ancêtre de la bicyclette.

## Biographie
Karl Drais est né le 29 avril 1785 à Karlsruhe, capitale du grand-duché de Bade. Ses parents, Karl Wilhelm Friedrich Ludwig (de), baron de Drais et Christine Margaretha, née baronne de Kaltenthal (de), n'ont pas de gros moyens. Néanmoins son père est conseiller à la cour et son parrain est Karl Friedrich, grand-duc de Bade. Le jeune Karl commence ses études dans l'école princière de Karlsruhe, précurseur de l'actuel lycée Bismarck (de), puis intègre l'école privée de l'administration des eaux et forêts de Pforzheim, et de 1803 à 1805 il étudie les mathématiques, la physique et l'architecture à l'université de Heidelberg.
Après ses études, il est employé de l'administration des eaux et forêts du grand-duché de Bade, avant de quitter cette fonction administrative en 1811, tout en continuant à recevoir une pension, pour rejoindre ses parents à Mannheim où son père a été nommé l'année précédente président de la Haute Cour de justice. C'est à partir de cette époque qu'il commence à présenter des inventions : en 1812 une machine qui transcrit directement sur la partition les notes de piano, et en 1813-1814 il présente au Congrès l'un de ses deux engins à quatre roues propulsés par l'énergie musculaire humaine via un vilebrequin.

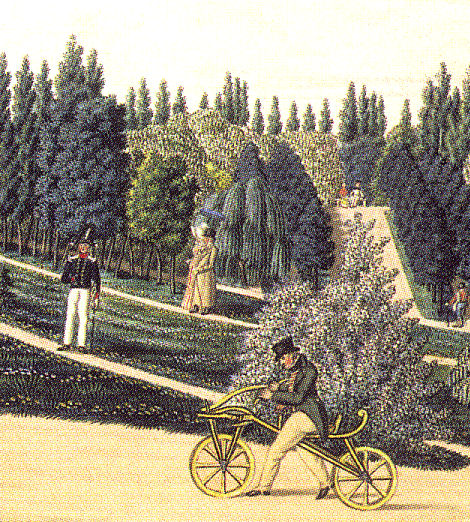
Draisienne dans le jardin du château de Mannheim (1819).

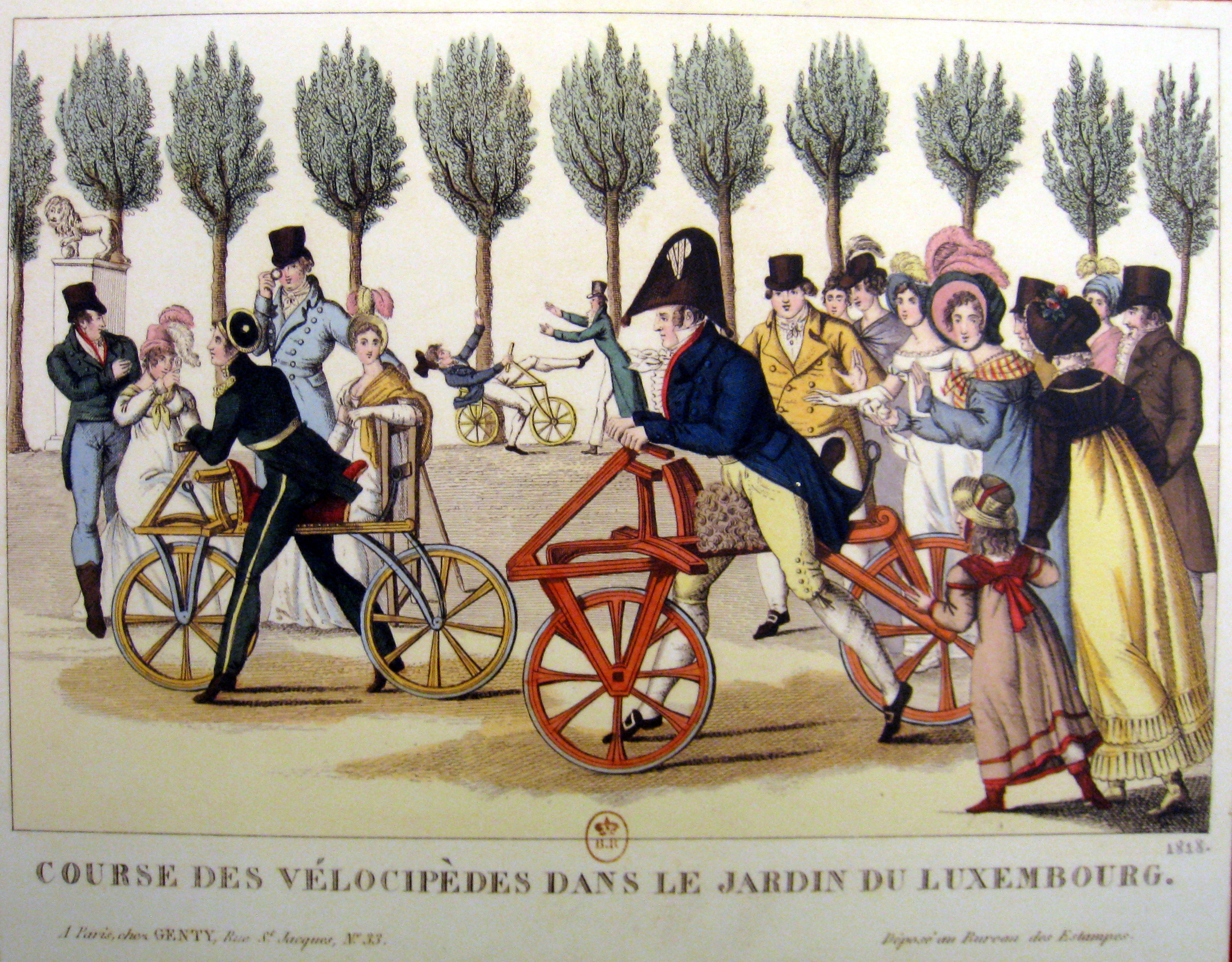
Une course de vélocipèdes au jardin du Luxembourg (1818).

Le 12 juin 1817, Karl Drais a 33 ans lorsqu'il parcourt les 14,4 km de Mannheim au relais de poste de Schwetzingen en seulement un peu plus d'une heure sur sa « machine à courir », « Laufmaschine » en allemand, engin à deux roues, avec un siège et une roue avant comportant une direction à pivot. Le grand-duc lui octroie un « brevet » de 10 ans, mais c'est en France que l'on trouve un brevet d'importation de cinq ans déposé par Louis-Joseph Dineur pour le baron Drais « pour une machine appelée par lui vélocipède » :

« Le vélocipède est une machine inventée dans la vue de faire marcher une personne avec une grande vitesse, en rendant sa marche très légère et peu fatigante par l'effet du siège qui supporte le poids du corps qui est fixé sur deux roues qui cèdent avec facilité au mouvement des pieds »

— Brevet du 17 février 1818
Le relatif succès de son invention ne va pas l'enrichir ; mais, toujours soutenu par le grand-duc Carl, il est nommé professeur de mécanique et perçoit une pension pour ses inventions. De 1822 à 1827 il va au Brésil comme géomètre. De retour en Allemagne, il invente et construit sa machine à écrire sténographique à 16 caractères. La mort de son père en 1830 lui fait perdre le plus important de ses soutiens et il devient la proie de « rivaux jaloux » ; il survit à une agression en 1837 et se retire pour travailler au village de Wald Katzenbach, dans la commune de Waldbrunn. La fin de la vie de Karl Drais va être difficile. Bien qu'il soit démocrate, la révolution de 1849 le met dans une situation précaire et l'occupation des troupes prussiennes le laisse sans ressources du fait de l'arrêt de sa pension. Il meurt le 10 décembre 1851 à Karlsruhe.

## Inventions
- 1812, machine à écrire les notes.

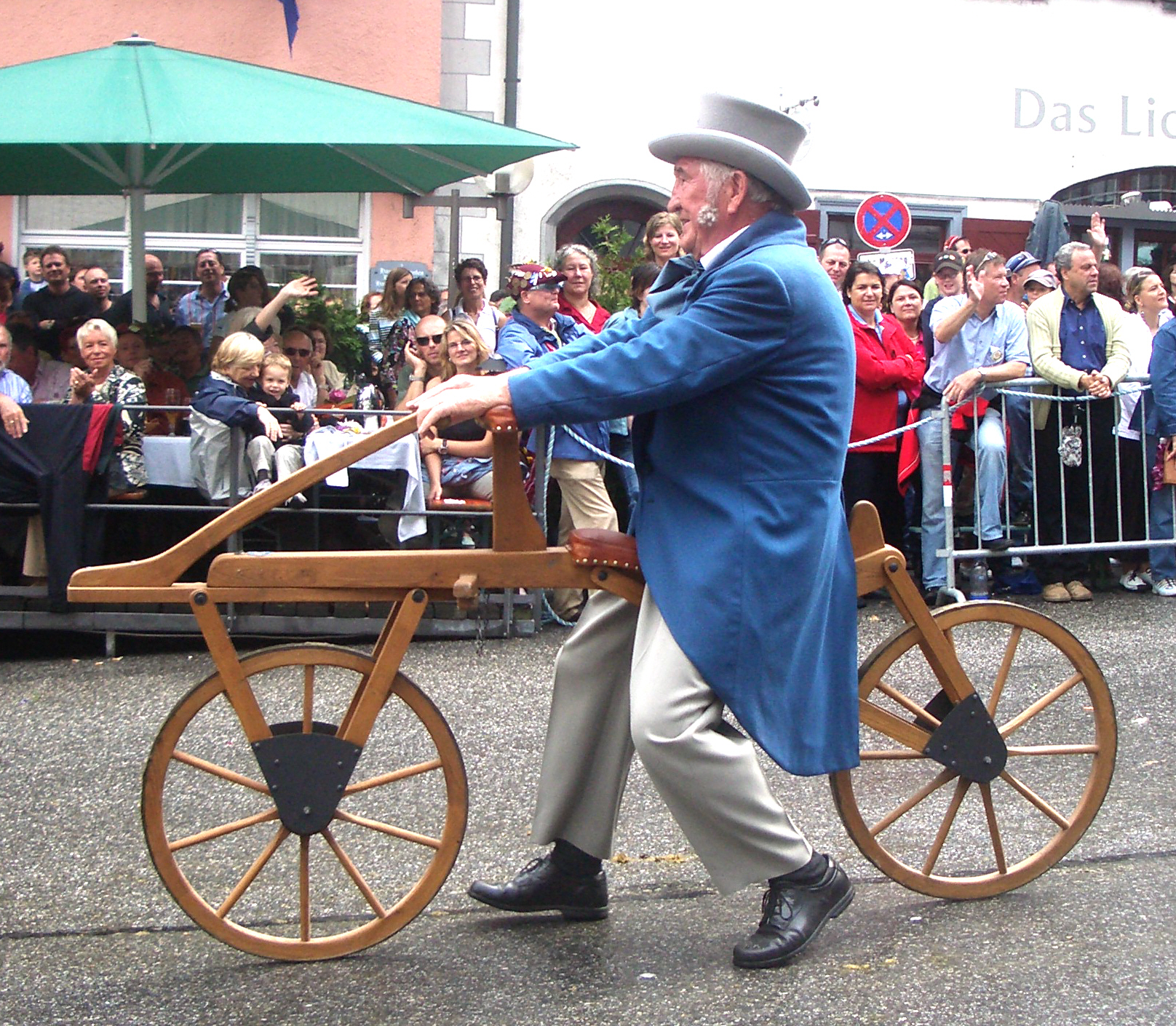
Reconstitution et défilé d'une draisienne à la Rutenfest de Ravensbourg (2005).

- 1817, le vélocipède ou draisienne, un véhicule à propulsion musculaire, ancêtre de la bicyclette.
- 1827, une machine à écrire sténographique pour 16 caractères

Le baron Drais n'est pas l'inventeur de la draisine ferroviaire qui pourtant lui doit son nom. Il s'agit d'un véhicule à quatre roues à propulsion musculaire pour l'inspection des voies. Le nom est dérivé de l'invention de Franz Aloys Bernard à Vienne en 1837 qui était un deux-roues sur un rail.

## Sources